# 汤旺河林业局
汤旺河林业局是一个位于中华人民共和国黑龙江省伊春市汤旺县的类似乡级单位，亦是黑龙江伊春森工集团所属的一个林业局。
汤旺河林业局位于小兴安岭南坡北部及部分北坡。林业施业区面积215351公顷，林业用地面积197435公顷。

## 行政区划
汤旺河林业局下辖以下单位：
日新林场、石林林场、东升林场、二龙山林场、高峰林场、二清河林场、守虎山林场、泉石林场、峻岭林场、育林经营所、团结经营所、磨石山经营所、中心苗卜和克林经营所。